# Shaun Wallace
Shaun Wallace (Christchurch, 20 de noviembre de 1961) es un deportista británico que compitió en ciclismo en la modalidad de pista. Ganó dos medallas de plata en el Campeonato Mundial de Ciclismo en Pista, en los años 1992 y 1991, en la prueba de persecución individual.

## Medallero internacional
| Campeonato Mundial | Campeonato Mundial    | Campeonato Mundial | Campeonato Mundial         |
| Año                | Lugar                 | Medalla            | Competición                |
| ------------------ | --------------------- | ------------------ | -------------------------- |
| 1991               | Stuttgart ( Alemania) | Medalla de plata   | Persecución individual (P) |
| 1992               | Valencia ( España)    | Medalla de plata   | Persecución individual (P) |